# Joyce Buñuel
Pour les articles homonymes, voir Buñuel.
 (juin 2015).
Si vous disposez d'ouvrages ou d'articles de référence ou si vous connaissez des sites web de qualité traitant du thème abordé ici, merci de compléter l'article en donnant les références utiles à sa vérifiabilité et en les liant à la section « Notes et références ».
Joyce Buñuel, née le 20 octobre 1941 à Brooklyn (État de New York), est une réalisatrice et scénariste française d'origine américaine.

## Biographie
Joyce Sherman Sherman est née le 20 octobre 1941 à Brooklyn (New York) dans une famille d'émigrants juifs venus de Russie en 1914. Elle a déclaré au journal Le Monde en 1990, « Vous avez vu Radio Days, de Woody Allen, c'était exactement cela ! Je ne peux pas dire mieux ! Cette maison était la mienne, la femme qui ne se marie pas, c'était ma tante ! La rue qui donne sur la mer, les voisins, l'école, les parents, le football, le baseball, tout ça était ma vie ! »

Son père, un menchevik, s'est battu dans les Brigades internationales en Espagne.
Elle a été mariée au réalisateur Juan Luis Buñuel, le fils de Luis Buñuel. Après de longues pérégrinations de Madrid à Mexico, le couple s'installe à Paris au début des années 1960. Elle divorce après la réalisation de son premier film, La Jument vapeur, en 1976. Elle a eu plusieurs enfants de ce mariage, dont Diego Buñuel.

## Filmographie

### Réalisatrice

#### Cinéma
- 1978 : La Jument vapeur
- 2000 : Salsa
- 2002 : Single Again

#### Télévision
- 1979 : Les Héritiers (série télévisée), épisode  Juste la Seine à traverser
- 1984 : Aéroport : Issue de secours (téléfilm)
- 1986 : La Dame des dunes (téléfilm)
- 1987 : La Tricheuse (téléfilm)
- 1989 : Une femme tranquille (téléfilm)
- 1990 : Haute Tension (série télévisée), épisode Les Amants du lac
- 1991 : Le Dernier lien (téléfilm)
- 1992 : Nestor Burma (série télévisée), épisode Le soleil naît derrière le Louvre
- 1993 : Dose mortelle (téléfilm)
- 1994 : Maigret (série télévisée), épisode Maigret se trompe
- 1995 : Terrain glissant (téléfilm)
- 1995 : Julie Lescaut (série télévisée), épisode Recours en grâce
- 1996 : Sans mentir (téléfilm)
- 1997 : Madame le Consul (série télévisée), épisodes Les Disparus de la Sierra Madre et Le Bûcher des innocentes
- 1998 : La Dernière des romantiques (téléfilm)
- 1999 : Mar Elliot (téléfilm)
- 2001 : Roger et Fred (téléfilm)
- 2001 : La Juge Beaulieu (téléfilm)
- 2003 : Le Voyage de la grande-duchesse (téléfilm)
- 2003 : Commissaire Moulin (série télévisée), épisode Série noire
- 2004 : Sœur Thérèse.com (série télévisée), épisode Retour de flammes et Jardin secret
- 2005 : Dalida (téléfilm)
- 2006 : Capitaine Casta : Amélie a disparu (téléfilm)
- 2005 à 2007 : Le juge est une femme (série télévisée), 4 épisodes :
  - Mince à mourir (2005)
  - La Loi du marché (2006)
  - Des goûts et des couleurs (2006)
  - Mauvaise Rencontre (2007)
- 2007 : Sœur Thérèse.com (série télévisée), épisode L'assassin est parmi nous
- 2008 : De feu et de glace (téléfilm)
- 2008 : Marie et Madeleine (téléfilm)
- 2009 : Le Temps est à l'orage (téléfilm)
- 2010 à 2015 : Clem (série télévisée), 17 épisodes :
  - Maman trop tôt (pilote)  (2010)
  - C'est la rentrée ! (2011)
  - Vive les vacances! (2011)
  - Bienvenue à Valentin (2011)
  - La Guerre des familles (2012)
  - La Mutation (2012)
  - La famille c'est sacré! (2012)
  - Haut les cœurs ! (2013)
  - Maman a craqué (2013)
  - Un de plus chez les Boissier(2013)
  - Ma femme, sa sœur et moi (2014)
  - Rendez-moi ma fille (2014)
  - Ca y est, je marie ma fille ! (2015)
  - C'est pas gagné! (2015)
  - Jamais sans mes filles ! (2015)
  - Comment lui dire adieu ? (2015)
  - Quand maman dit non ! (2015)
- 2010 : M comme Mensonges (téléfilm)
- 2014 : On se retrouvera (téléfilm)

### Scénariste
- 1975 : Black Moon - dialogue additionnel
- 1979 : La Jument vapeur
- 1979 : Les Héritiers (série télévisée), épisode Juste la Seine à traverser
- 1981 : Tattoo
- 1982 : Tout feu, tout flamme - scénario et dialogues
- 1984 : Aéroport : Issue de secours
- 1986 : La Dame des dunes
- 1987 : La Tricheuse
- 1990 : Haute Tension (série télévisée), épisode Les Amants du lac - adaptation et dialogues
- 1995 : Terrain glissant (téléfilm)
- 1997 : Madame le Consul (série télévisée), épisode Les Disparus de la Sierra Madre - adaptation et dialogues
- 2002 : Single Again
- 2000 : Salsa
- 2005 : Dalida (téléfilm)
- 2010 : Un mari de trop (téléfilm) de Louis Choquette